# 197
Het jaar 197 is het 97e jaar in de 2e eeuw volgens de christelijke jaartelling.

## Gebeurtenissen

### Europa
- 19 februari - Slag bij Lugdunum: Keizer Septimius Severus verslaat zijn rivaal Clodius Albinus bij Lugdunum (huidige Lyon) in een van de grootste veldslagen uit de Romeinse krijgsgeschiedenis.
- Einde van de Romeinse Burgeroorlog (193-197): Albinus weet te ontsnappen, maar wordt later gevangengenomen en pleegt zelfmoord. De Spaanse en Gallische bondgenoten worden afgeslacht.

### Midden-Oosten
- Septimius Severus verovert tijdens de tweede veldtocht in Parthië de hoofdstad Ctesiphon (waarschijnlijke datum).

## Geboren
- Deng Ai, Chinees generaal (overleden 264)

## Overleden
- Cao Ang (22), Chinees veldheer en zoon van Cao Cao
- Decimus Clodius Albinus, Romeins veldheer en usurpator